# Холкомб (Мисури)
Холкомб (енгл. Holcomb) град је у америчкој савезној држави Мисури.

## Демографија
По попису из 2010. године број становника је 635, што је 61 (-8,8%) становника мање него 2000. године.
| Група             | 2000.       | 2010.       |
| Белци             | 670 (96,3%) | 596 (93,9%) |
| Афроамериканци    | 3 (0,4%)    | 11 (1,7%)   |
| Азијати           | 0 (0,0%)    | 0 (0,0%)    |
| Хиспаноамериканци | 8 (1,1%)    | 26 (4,1%)   |
| Укупно            | 696         | 635         |